# 1309
1309 (MCCCIX) a fost un an obișnuit al calendarului iulian, care a început într-o zi de vineri.

## Evenimente
- 9 martie: Papa Clement al V-lea proclamă stabilirea sediului papal la Avignon; începe „captivitatea papilor”.
- 27 martie: Prin bula In Omnem, papa Clement al V-lea excomunică pe venețieni.
- 26 iulie: Papa Clement al V-lea recunoaște alegerea imperială a lui Henric al VII-lea de Luxemburg.
- 15 august: Orașul Rodos se supune cavalerilor ioaniți; întreaga insulă este supusă de aceștia.
- 14 septembrie: Fortăreața Malbork (Marienburg) devine reședința Cavalerilor teutoni.
- 19 septembrie: Regele Ferdinand al IV-lea al Castiliei ocupă Gibraltarul.

### Nedatate
- Ia ființă "Liga lombardo-toscano-romagnolă", în vederea împiedicării acțiunilor împăratului Henric al VII-lea.
- "Liga veșnică" elvețiană este recunoscută de împăratul Henric al VII-lea de Luxemburg.
- Sultanul mameluc al Egiptului, Qalawun, începe persecutarea copților.

## Arte, științe, literatură și filosofie
- Este construit castelul Bellver din Palma de Mallorca.
- Începe construirea Palatului Ducal de la Veneția.
- Începe edificarea conventului augustinienilor de la Toulouse.
- Jean de Joinville compune Livre de notre Roi Saint Louis.

## Nașteri
- Cazimir al III-lea, rege al Poloniei (d. 1370)
- Ioan I, conte de Nassau-Weilburg (d. 1371)
- Leon al IV-lea, rege al Armeniei (d. 1341)

## Decese
- 19 februarie: Bogislav al IV-lea, duce de Pomerania (n. ?)
- 6 mai: Carol al II-lea (Carol cel Șchiop), 60 ani, rege al Neapolelui (n. 1248)

- Francesco Grimaldi, 13 ani, principe de Monaco (n. 1295)
- Frederic al VII-lea de Zollern (n. ?)

## Înscăunări
- 8 septembrie: Robert de Anjou (cel Înțelept), încoronat la Avignon ca rege al Napoli (1309-1343).